# Karlínští kluci

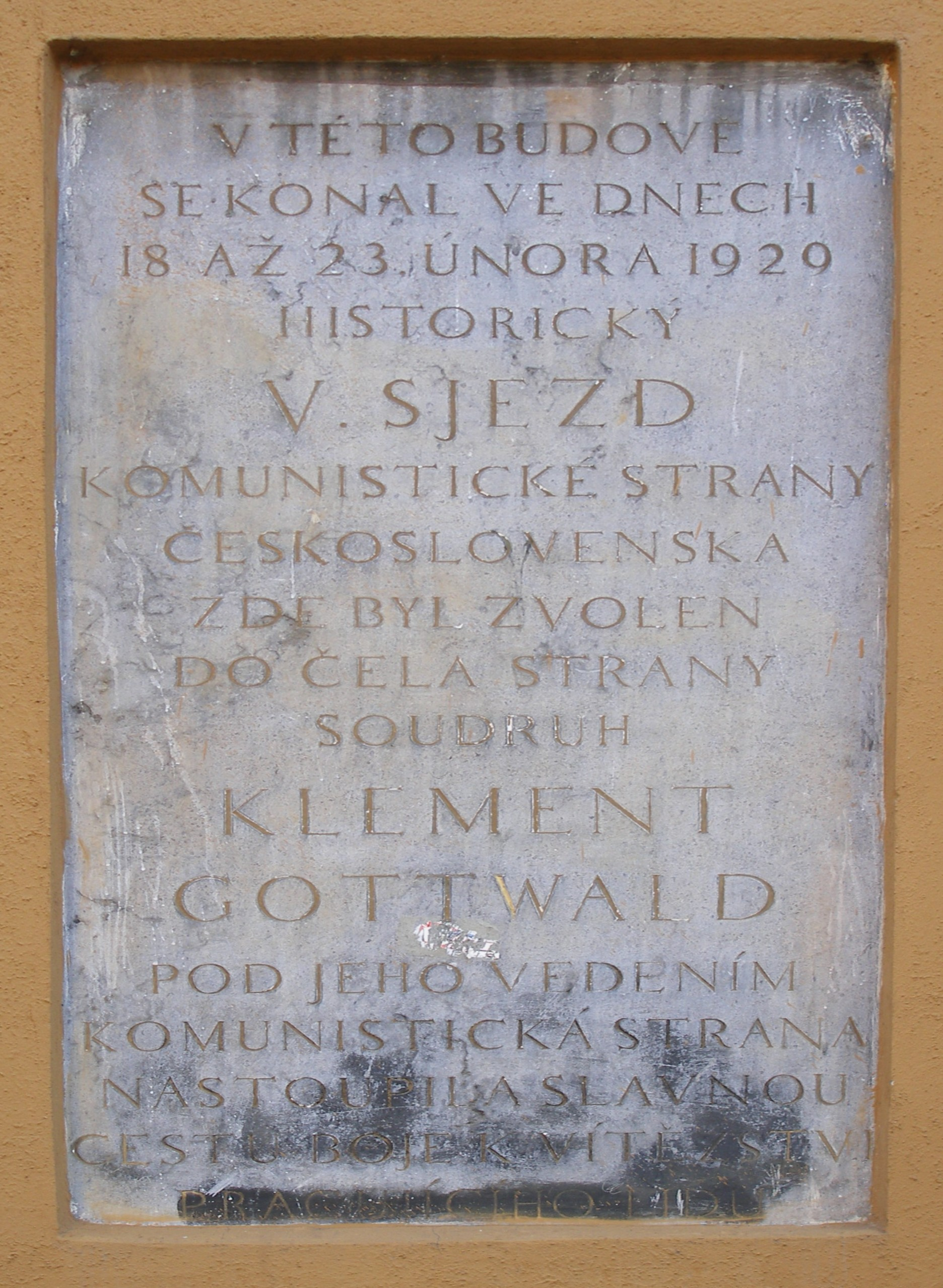
Pamětní deska na zdi Domoviny

Karlínští kluci je neformální název skupiny funkcionářů KSČ ve dvacátých letech 20. století v čele s Klementem Gottwaldem, kteří se do vedení této strany dostali vnitrostranickým pučem na V. sjezdu KSČ v roce 1929 a kteří KSČ stalinizovali, když stranu podřídili kominterně. Vítězným únorem pak uvrhli do područí KSSS dokonce celou republiku.
Mezi „Karlínské kluky“ patřili např. Klement Gottwald, Rudolf Slánský, Jan Šverma, Pavel Reiman, Jaromír Dolanský, Josef Guttmann, Otto Synek a Václav Kopecký.
Označení je odvozeno od sídla pražského sekretariátu KSČ v Karlíně, kde pracoval Klement Gottwald. Jako první začala označení „karlínští kluci“ používat (pohrdavě) generačně starší skupina komunistických vůdců kolem zakladatele KSČ Bohumíra Šmerala. Později se toto označení stalo běžně používaným pro stručný popis vedení KSČ po roce 1929.